# مونت تابور (فيرمونت)
مونت تابور (بالإنجليزية: Mount Tabor, Vermont)‏ هي بلدة تقع بولاية فيرمونت في الولايات المتحدة. تبلغ مساحتها 113.4 (كم²)، وترتفع عن سطح البحر 573 م، بلغ عدد سكانها 255 نسمة في عام 2010 حسب إحصاء مكتب تعداد الولايات المتحدة .

## أعلام
- دبليو. باول كوك
- هنري ميلز ألدن

## وصلات خارجية
- The US50 - Cities and Towns in Vermont State
- Vermont Cities and Towns, Facts, Map, Flag, Colleges, Government, and More